# Cagaiteira
Cagaiteira (Eugenia dysenterica (Mart.) DC.; Myrtaceae) é uma árvore.
Esta planta do cerrado, encontrada nos estados brasileiros de Goiás, Piauí, Tocantins, Mato Grosso, Mato Grosso do Sul, Bahia,e Minas Gerais, produz um fruto chamado cagaita. Pertence à família Myrtaceae, a mesma da jabuticaba, goiaba, jambo, araçás e eucaliptos.
A Cagaiteira floresce entre os meses de agosto e setembro e frutifica nos meses de setembro e outubro. Seu uso pode ser alimentar, medicinal e, por ser muito bonita na época de floração, também é utilizada para arborização.
Características gerais:
É uma árvore de médio a grande porte, apresentando copa densa de formato variado. O tronco é tortuoso, assim como os ramos, e possui uma casca grossa e fissurada. Seu fruto amarelo é utilizado para a produção de sucos, polpas, licores, geléias e sorvetes. A fruta in natura deve ser consumida com cautela por possuir propriedades laxantes. Deve-se evitar o consumo das mesmas quando já caídas do pé, pois podem estar fermentadas, o que aumenta a possibilidade de ocorrer seu efeito laxante. Os frutos são também consumidos por aves. No paisagismo apresenta estonteante beleza ornamental, com todas as suas fases marcantes. Na época de floração, a copa fica completamente florida e praticamente sem folhas. Após esta fase, a copa se colore de cor chocolate, cor de suas novas folhas. E no período de frutificação, um amarelo intenso e vibrante contagia a paisagem.

## Galeria

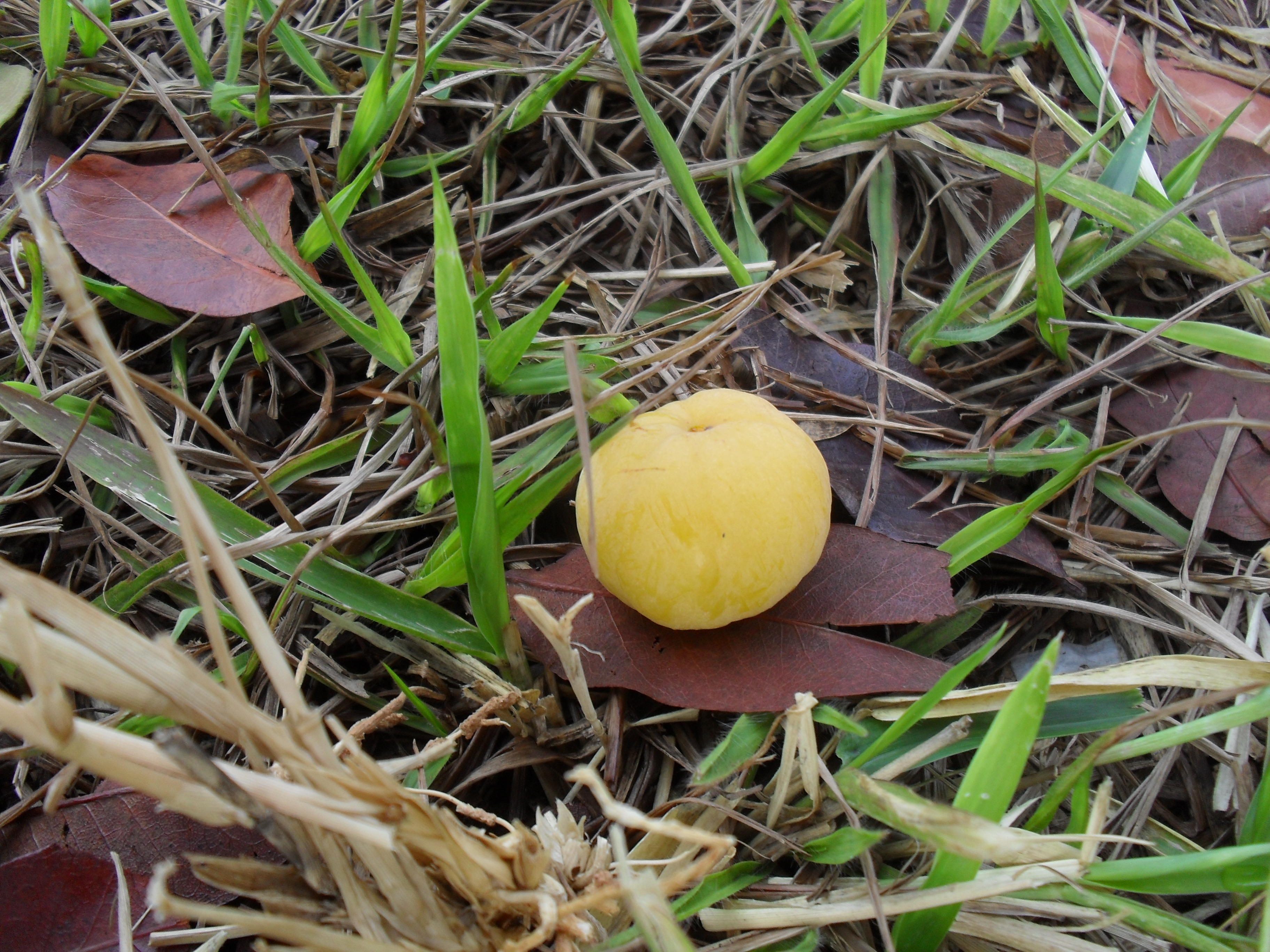
Uma cagaita que caiu do pé
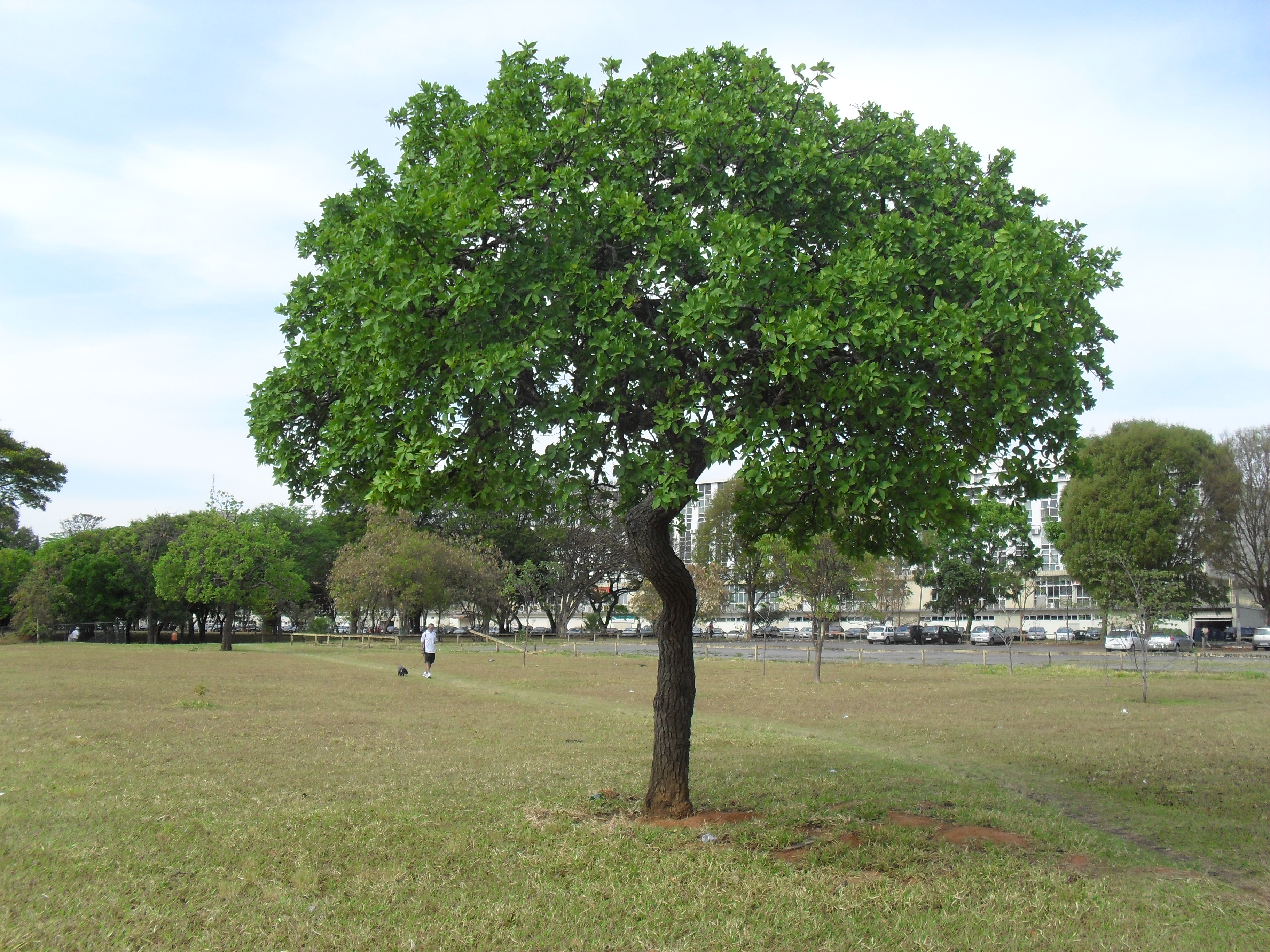
Uma cagateira
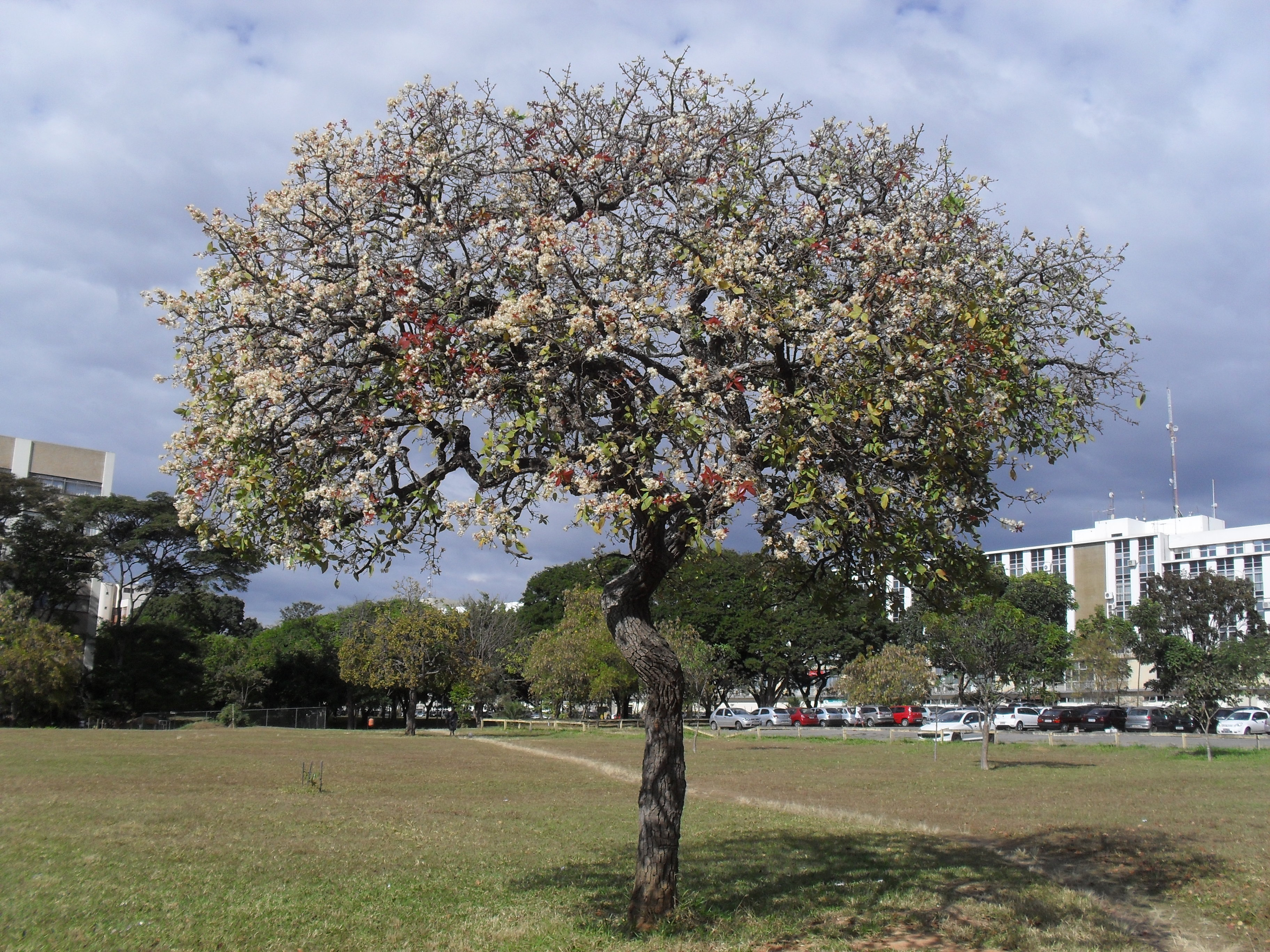
Cagaiteira florida
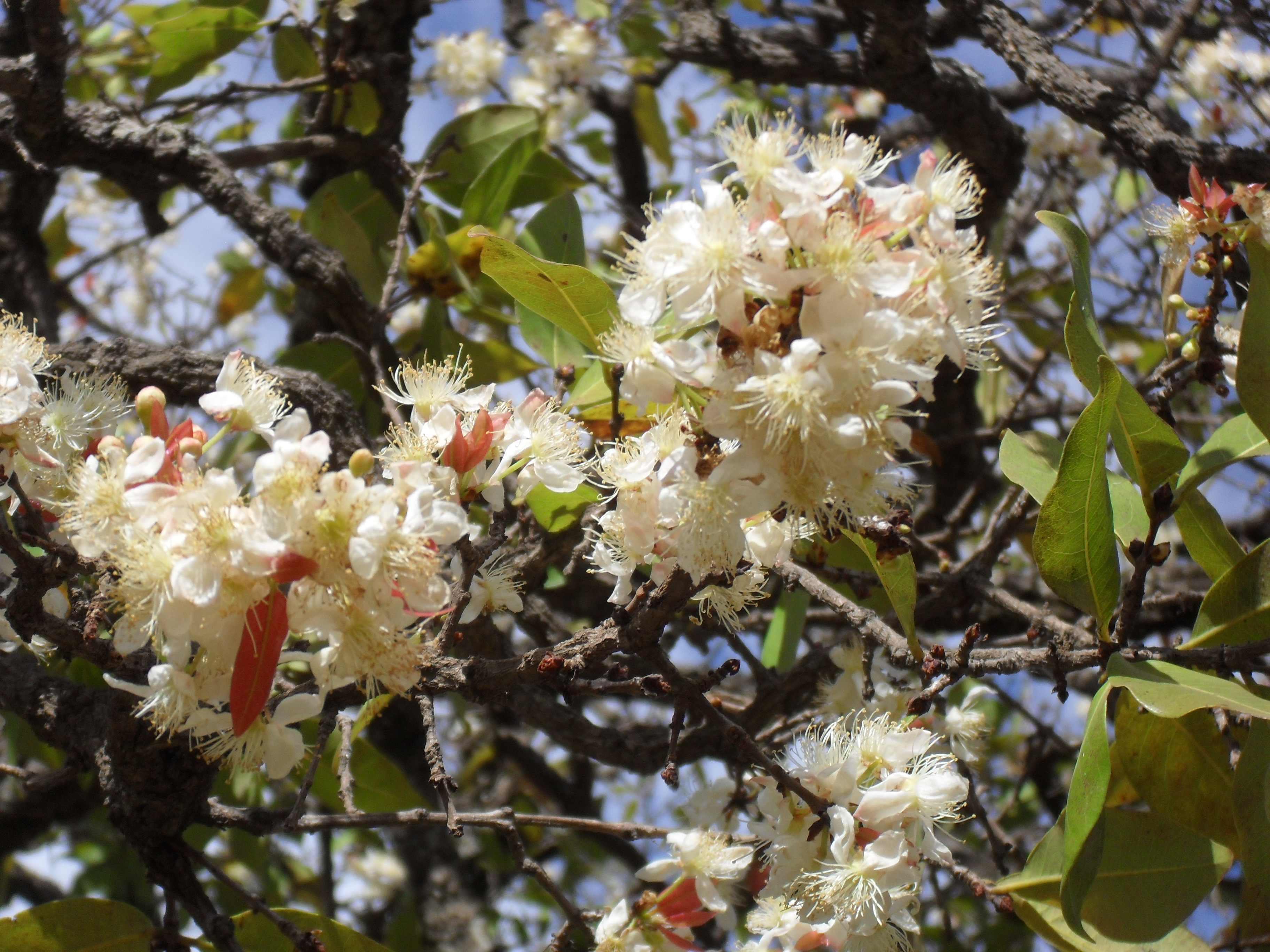
Flor da cagaiteira